# Marionella Wladimirowna Koroljowa

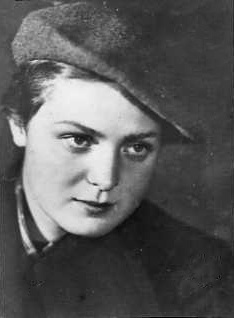
Gulja Koroljowa

Marionella Wladimirowna Koroljowa (russisch Марионелла Владимировна Королёва; * 9. September 1922 in Moskau; † 23. November 1942 bei Stalingrad), genannt Gulja Koroljowa (russisch Гу́ля Королёва) war eine sowjetische Filmschauspielerin. Gulja Koroljowa fiel im Großen Vaterländischen Krieg als Sanitäterin im Alter von 20 Jahren.

## Leben
Koroljowa wurde als Tochter des Regisseurs und Szenografen des Moskauer Kammertheaters Wladimir Danilowitsch Koroljow und der Schauspielerin Soja Michailowna Bogdanowa geboren. Schon in früher Kindheit spielte sie eine kleine Rolle im Film Kaschtanka (1926), ein Jahr später im Film Die Frauen von Rjasan. Mit 12 Jahren spielte sie im Film Die Tochter des Partisanen die Hauptrolle der Wassilinka. Als Lohn dafür erhielt sie eine Reise in das Pionierlager Artek. Später trat sie noch in weiteren Filmen auf: Ja Ljublju (Ich liebe) und Солнечный маскарад Solnetschny Maskarad (Sonnige Maskerade).
1932 ließen sich die Eltern scheiden und Gulja zog mit ihrer Mutter in die Ukrainische SSR, wo die Mutter den ukrainischen Komponisten Pylyp Kosyzkyj heiratete. Der Vater blieb in Moskau. Gulja schrieb ihm häufig Briefe und besuchte ihn auch. Sie freundete sich sogar mit seiner neuen Ehefrau Warwara Metlina an.
Nach Beendigung der Schule 1940 begann Gulja Koroljowa im Kiewer Institut für Hydromelioration zu studieren. Im Oktober desselben Jahres heiratete sie Arkadi N. Kasanski, der am gleichen Institut studiert hatte. Er fiel im Großen Vaterländischen Krieg. Er war vermutlich das Vorbild für den Ehemann Guljas in der Erzählung Das Mädchen Gulja von Jelena Iljina. In dem Buch wird berichtet, dass ihr Ehemann Sergei hieß und sie von ihm einen Sohn Sascha („Joschik“) hatte. Er kam zu Beginn des Krieges an die Front und fiel dort. Allerdings widerspricht die Geschichte anderen Quellen.
1941 wurde Gulja Koroljowa mit ihrer Mutter und dem Stiefvater nach Ufa evakuiert. In Ufa wurde ihr Sohn Sascha geboren, der später Anästhesist wurde. 1942 bat sie den Divisionskommandeur Nikolai Birjukow, sie mit an die Front zu nehmen. Den Sohn ließ sie in der Obhut ihrer Mutter zurück. Sie wurde in das Sanitätsbataillon der 214. Schützendivision verpflichtet. Ihr Dienstgrad war Soldat.
In den Erinnerungen von Guljas Mutter heißt es, dass ihr Mann an einer Militärschule studierte. Juchym Tschepowezkyj berichtet in seinem Buch Kolesso wperjod, kolesso nasad, dass der Ehemann von Gulja Koroljowa Alexei Alexandrowitsch Pjatakow (1918–1972) hieß. Er war der Neffe des ersten stellvertretenden Volkskommissars für Schwerindustrie der UdSSR Georgi Pjatakow, der als „Trotzkist und Volksfeind“ erschossen wurde. Er war Alkoholiker und verbrachte einen Teil seines Lebens in der Verbannung in Norilsk.
Der Artikel von Anna Ostrowskaja Langsame Spaziergänge durch Kiew erzählt das weitere Schicksal von Guljas Ehemann. Es wird behauptet, dass er die Freundin Guljas, Klawdija Donskaja geheiratet hatte, aber wegen der Alkoholkrankheit Alexeis ließen sie sich scheiden. Er starb 1972 und ist auf dem Baikowe-Friedhof begraben.
In der Erzählung Das Mädchen Gulja ist angegeben, dass die Heldin im Sommer 1941 schon seit zwei Jahren verheiratet ist. Vermutlich ist das ein Hinweis auf ihre zweite Ehe, da der Lebensabschnitt, in dem sie mit Pjatakow verheiratet war, in der Erzählung nicht beschrieben wird. Außerdem ist der Vatersname ihres Sohnes Arkadjewitsch und sein Familienname Koroljow-Kasanski.
1942 wurde sie Kandidatin der KPdSU. Ab 16. Juli 1942 nahm sie an den Kämpfen um Stalingrad teil.
Am 23. November 1942 beim Kampf um die Höhe 56,8 holte sie 50 verwundete Kämpfer von der Frontlinie, aber nachdem der Kommandeur getötet wurde, rief sie die Kämpfer zur Attacke, war die erste, die in die feindlichen Linien einbrach, tötete mit mehreren Handgranaten 15 deutsche Soldaten und Offiziere. Sie wurde tödlich verwundet, aber setzte den Kampf fort, bis sie die Kräfte verließen. Sie starb noch am selben Tag. Am Tag ihres Todes schlug sie der Kommandeur des Infanterieregiments zur Auszeichnung mit dem Leninorden vor, am 2. Dezember wurde die Auszeichnungsliste vom Divisionskommandeur Generalmajor Nikolai Birjukow unterzeichnet, dessen Ordonnanz sie war und der sie persönlich im Februar 1942 zum Dienst aufnahm.
Am 27. Dezember 1942 beschlossen die Mitglieder des Militärrats der 24. Armee, der  Kommandeur der 24. Armee Generalmajor Iwan Galanin und Oberst Iwan Gawrilow jedoch eine andere  postume Auszeichnung, den Rotbannerorden.
Der Befehl Nr. 93 an die Kämpfer der Donfront wurde unterzeichnet vom Kommandostab am 9. Januar 1943, die Auszeichnung von M. Koroljowa ist unter Nummer 20 angegeben.
Marionella (Gulja) Koroljowa wurde in einem Einzelgrab auf der Straße des Chutors Sakarka im Gorodischtschenski rajon der Oblast Wolgograd beerdigt. Der Grabstein wurde in Form eines Parallelepipeds aus Stahlbeton mit Marmorauflage hergestellt. Er hat eine Höhe von einem Meter. Auf der Frontseite befindet sich die Aufschrift

«Марионелла Владимировна Королёва (Гуля) 1922—1942 гг»

„Marionella Wladimirowna Koroljowa (Gulja) 1922—1942“

Die Patenschaft über das Denkmal übernahm die Siedlung Panschino im Gorodischtschenski Rajon und das Kulturzentrum von Panschino.
Nach anderen Quellen hatte Gulja Koroljowa den Dienstgrad Mladschi Sergeant, starb am 24. November 1942 und wurde in einem Massengrab des Dorfes Kotluban im Gorodischtschenski Rajon begraben.

## Filmografie
- 1926 – Kaschtanka (Каштанка) – Episodenrolle im Film nach der Erzählung Kaschtanka von Anton Tschechow
- 1927 – Die Frauen von Rjasan – Die kleinste „Frau von Rjasan“
- 1934 – Die Tochter des Partisanen (Дочь партизана) – Bauernmädchen Wassilinka
- 1936 – Ich liebe (Я люблю) – Warka, Enkelin des alten Bergarbeiters
- 1936 – Sonnige Maskerade (Солнечный маскарад) – Ljusa, Tochter des Direktors des Sowchos

## Auszeichnung
- Rotbannerorden (postum)[9]

## Andenken

### In der Kunst

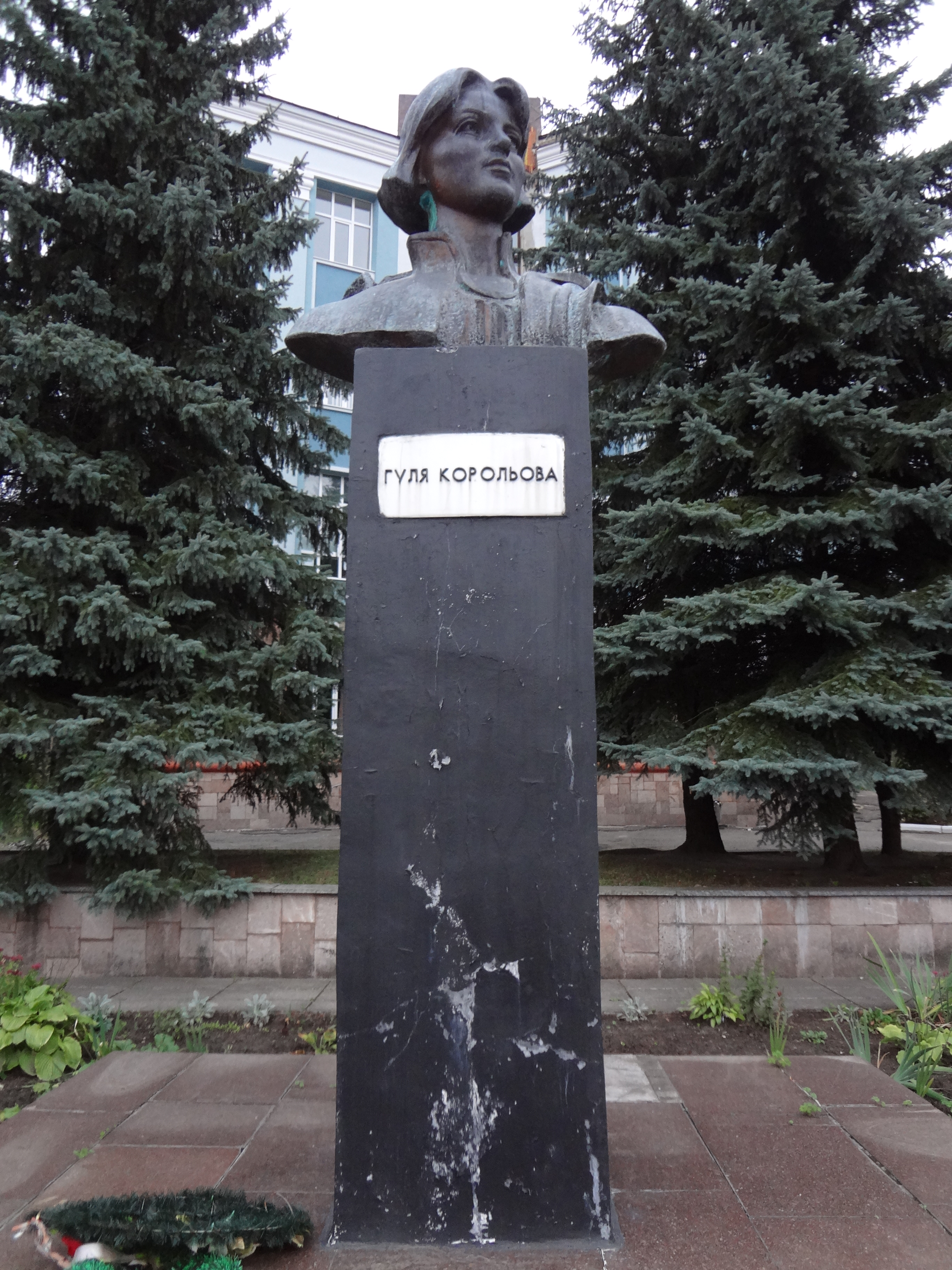
Denkmal für Gulja Koroljowa in Riwne

- Gulja Koroljowa wurde im Panorama „Schlacht von Stalingrad“ dargestellt.
- Auf dem Hügel 56,8 bei Stalingrad, wo sie 50 verwundete Kämpfer rettete und dann starb, steht ein Gedenkstein mit der Aufschrift: „Hier fiel am 23. November 1942 Marionella (Gulja) Wladimirowna Koroljowa“.[10]
- Vor der Nationalen Universität für Wasserwirtschaft und Umwelttechnik (damals Institut für Hydromelioration) in Riwne  steht ein Denkmal für Gulja Koroljowa.
- Am Haus Karl-Marx-Straße 32 in Ufa befindet sich eine Gedenktafel.
- Ihr Name steht auch auf dem Denkmal „Sie waren in Artek“, das sich im Lager Lasurny des Internationalen Kinderzentrums Artek befindet.

### In Filmen
- 1968 – Gulja Koroljowa mit Raissa Rjasanowa als Gulja
- 1977 – Die vierte Höhe (Tschetwjortaja wyssota) mit Olga Agejewa als Gulja

### In der Literatur
- Jelena Iljina: Die vierte Höhe (Tschetwjortaja wyssota)
  - Jelena Iljina: Das Mädchen Gulja. Aus d. Russ. übersetzt von Alix Rohde-Liebenau, Volk und Welt, Berlin, 1949, DNB 452204879
- P. I. Jewstratow: Man nannte sie Gulja. Wolgograd 1973
- Juri Mischatkin: Briefe ohne Marken (Erzählungen über die Briefe Gulja Koroljowas).[11]
- Juchym Tschepowezkyj: Kolesso wperjod, kolesso nasad. Chicago, 1999.
- Jelena Wladimirowna Rakitina: Alles über Gulja Koroljowa. Sankt Petersburg, 2019.[12]

### Geografie
- In Wolgograd, Dnipro und Meschduretschensk wurden Straßen nach ihr benannt.
- Ihr zu Ehren wurde ein Kindersanatorium in der Oblast Wolgograd nach Gulja Koroljowa benannt.
- Im Stadtbezirk Sowetski rajon der Stadt Wolgograd heißt eine Siedlung Gulja Koroljowa.